# کنت کینگ
کنت کینگ (انگلیسی: Kent King؛ زادهٔ ۵ اوت ۱۹۷۴) یک هنرپیشه اهل ایالات متحده آمریکا است.